# Ithome concolorella
The Kiawe Flower Moth (Ithome concolorella) là một loài bướm đêm thuộc họ Cosmopterigidae. Nó được tìm thấy ở miền nam Hoa Kỳ, bao gồm Texas, phía nam Arizona và Florida. Nó được du nhập vào Hawaii, nơi đó được ghi nhận ở Kauai, Oahu, Maui, Hawaii và Molokai.
Sải cánh dài khoảng 8 mm.
Ấu trùng là loài gây hay hoa của Prosopis chilensis và Acacia farnesiana tại Hawaii.